# Lauren Holly

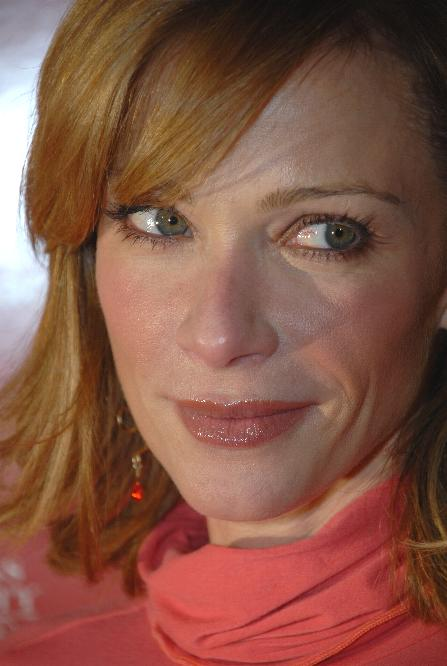
Lauren Holly (2007)

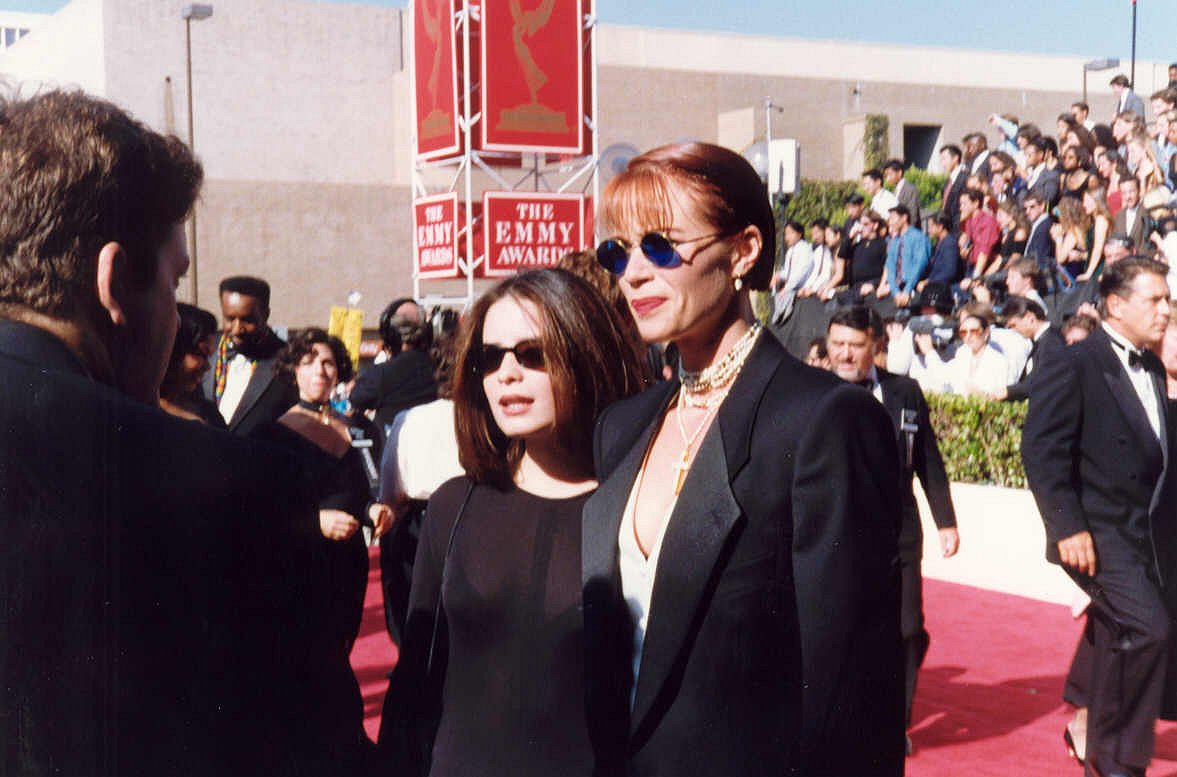
Holly (rechts) mit Holly Marie Combs bei der Emmy-Verleihung 1993

Lauren Michael Holly (* 28. Oktober 1963 in Bristol, Pennsylvania) ist eine US-amerikanisch-kanadische Schauspielerin und Filmproduzentin.

## Leben und Karriere
Lauren Holly beendete 1985 ihr Studium am Sarah Lawrence College in Yonkers, New York mit einem Abschluss in englischer Literatur.
Ihre ersten Schauspielerfahrungen machte Holly 1984 in zwei Episoden der Fernsehserie Polizeirevier Hill Street. Von 1986 bis 1989 spielte sie in der Serie All My Children. Nach weiteren kleinen Rollen gelang ihr 1992 der endgültige Durchbruch mit der Serie Picket Fences – Tatort Gartenzaun. In Folge drehte sie einige Kinofilme, meist Komödien. Von 2005 bis 2008 spielte sie in der Serie Navy CIS die Rolle der Jennifer „Jenny“ Shepard.

## Privates
Nach zwei gescheiterten Ehen mit Danny Quinn (1992 bis 1993) und Jim Carrey (1996 bis 1997) heiratete Holly 2001 Francis Greco, einen Investmentbanker, mit dem sie bis 2014 verheiratet war. Sie hat drei Adoptivsöhne.

## Filmografie (Auswahl)
- 1986: Die gnadenlose Clique (Band of the Hand)
- 1986–1989: All My Children (Fernsehserie)
- 1990: Ford Fairlane – Rock ’n’ Roll Detective (The Adventures of Ford Fairlane)
- 1992–1996: Picket Fences – Tatort Gartenzaun (Picket Fences, Fernsehserie, 86 Folgen)
- 1993: Dragon – Die Bruce Lee Story (Dragon: The Bruce Lee Story)
- 1994: Dumm und Dümmer (Dumb & Dumber)
- 1995: Sabrina
- 1996: Mission: Rohr frei! (Down Periscope)
- 1996: Beautiful Girls
- 1997: A Smile Like Yours – Kein Lächeln wie Deins (A Smile Like Yours)
- 1997: Turbulence
- 1998: Auch mehr ist nie genug (No Looking Back)
- 1998: Vig
- 1999: An jedem verdammten Sonntag (Any Given Sunday)
- 1999: Entropy
- 1999–2000: Chicago Hope – Endstation Hoffnung (Chicago Hope, Fernsehserie, Folgen 6x01–6x22)
- 2000: Was Frauen wollen (What Women Want)
- 2000: Letzte Ausfahrt Hollywood (The Last Producer)
- 2001: Destiny – Einmal ganz oben stehen (Destiny)
- 2001: Jackie, Ethel, Joan: The Woman of Camelot (Fernsehfilm)
- 2002: King of Texas
- 2002: Changing Hearts
- 2002: Talking to Heavens
- 2002: Santa Jr.
- 2003: CSI: Miami (Fernsehserie, Folge 2x07)
- 2002: Die Spur des Mörders (Pavement)
- 2004: Liebe zum Dessert (Just Desserts)
- 2004: U-Boat (In Enemy Hands)
- 2004: Caught in the Act
- 2005: Bounty Hunters
- 2005: Glück in kleinen Dosen (The Chumscrubber)
- 2005: The Pleasure Drivers
- 2005: Down and Derby
- 2005: The Godfather of Green Bay
- 2005–2008, 2012, 2015: Navy CIS (NCIS, Fernsehserie, 50 Folgen)
- 2006: Fatwa
- 2006: Chasing 3000
- 2006: Raising Flagg
- 2008: Leverage (Fernsehserie, Folge 1x11)
- 2009: Crank 2: High Voltage (Crank: High Voltage)
- 2009: The Least Among You
- 2009: The Final Storm
- 2009: The Perfect Age of Rock ’n’ Roll
- 2009: Before You Say ’I Do’
- 2009: Flashpoint – Das Spezialkommando (Flashpoint, Fernsehserie, Folge 3x07)
- 2010: Covert Affairs (Fernsehserie, Folge 1x06)
- 2010: You’re So Cupid!
- 2010: Mrs. Miracle 2 – Ein zauberhaftes Weihnachtsfest (Call Me Mrs. Miracle, Fernsehfilm)
- 2011: Scream of the Banshee
- 2011: Rookie Blue (Fernsehserie, Folge 2x06)
- 2011: The Juggler
- 2012: Therapie in den Tod (Do No Harm, Fernsehfilm)
- 2012: Alphas (Fernsehserie, 3 Folgen)
- 2012: Lost Girl (Fernsehserie, Folge 2x14)
- 2012: Gedemütigt in Ketten – Nackt und hilflos (Layover aka Abducted)
- 2013–2016: Motive (Fernsehserie, 52 Folgen)
- 2014: Field of Lost Shoes
- 2014: The Town That Came A-Courtin’
- 2015: After the Ball
- 2015: Hoovey
- 2015: A Country Wedding (Fernsehfilm)
- 2015: Marshall the Miracle Dog
- 2015: Die Tochter des Teufels (February)
- 2016: How to Plan an Orgy in a Small Town
- 2016: The Stepchild
- 2017: My Summer Prince
- 2018: My Perfect Romance
- 2018: Christmas Catch (Fernsehfilm)
- 2019: Designated Survivor (Fernsehserie, 9 Folgen)
- 2019: Tammy’s Always Dying
- 2019: The Cuban
- 2019: Hailey Dean Mystery – Killer Sentence (Fernsehfilm)
- 2019: Hailey Dean Mystery – Death on Duty (Fernsehfilm)
- 2019: Hailey Dean Mystery – A Prescription for Murder (Fernsehfilm)
- 2020: Dein letztes Solo (Tiny Pretty Things, Fernsehserie, 9 Folgen)
- 2021–2024: Family Law (Fernsehserie, 26 Folgen)
- 2022: Don’t Hang Up
- 2022: Country Roads Christmas
- 2023: The Lake: Der See (The Lake, Fernsehserie, 8 Folgen)
- 2023: The Irrational (Fernsehserie, Folge 1x01)
- 2024: Hot Frosty
- 2024: Christmas Under the Northern Lights (Fernsehfilm)